# 印台漢簡
印台漢簡（いんだいかんかん）は、中国の湖北省荊州市沙市区関沮鎮岳橋村で出土した前漢の簡牘である。

## 概要
2002年1月から2004年1月にかけて、襄荊高速道路の建設工事中に発見された印台墓地の9基の漢墓に対して、荊州博物館岳橋考古隊による緊急発掘がおこなわれた。60号墓から竹簡200枚あまりと木簡11枚と木牘22方、61号墓から木牘3枚、59号墓から竹簡800枚あまりと木牘1方、62号墓から木牘1方、63号墓から残簡16枚と木牘8方、83号墓から木牘1方、97号墓から竹簡1198枚と残簡100枚あまり、112号墓から竹簡44枚、115号墓から木牘33方が出土した。内容は文書・卒簿・暦譜・編年記・日書・律令・遣策・器籍・告地書などである。文書中には、前漢景帝の前元2年（紀元前155年）に臨江国丞相が中央政府の丞相申屠嘉から下達された文書を受け取った記録が含まれている。また編年記の体裁は、睡虎地秦簡のものと類似している。